# しんや
しんや（1990年〈平成2年〉5月21日 - ）は、日本のピン芸人である。吉本興業東京本社所属。本名、松永 真也（まつなが しんや）。大阪府大阪市生野区出身。

## 来歴
幼稚園からラグビーを始め、大阪市立東生野中学校（通称：トンナマ）ラグビー部を経て、大阪商業大学高等学校に入学。卒業後、帝京大学に入学。帝京大学ラグビー部に入部。現役時代のポジションはロック(LO)。
帝京大学卒業後は会社員として働いていたが、2018年に大阪NSCに入学し41期生になる。翌2019年2月、大阪NSC41期生が参加のNSC大ライブOSAKA2019で優勝。同年、『ノーサイド・ゲーム』に出演して知名度を上げる。
2020年の東京移籍後、神保町よしもと漫才劇場のラグビー経験者と共にラグビーチーム『神保町レッドウォーリアーズ』を結成。メンバーはぺんとはうす・世良光治、令和ロマン・髙比良くるまなど。
2021年、WOWOWラグビー宣伝隊長に就任。

## 芸風
主にラグビー関係者のものまねを行う。

## エピソード
- 大学4年生の時、高校のOB試合でくも膜のう胞になったため、監督の岩出雅之から薦められて学生コーチになった[8]。
- 学生スポーツに関する総合情報サイト「4years.」の『ラグビー応援団長』[9]。
- M-1グランプリ2020には同期のキャツミ、白桃ピーチよぴぴとのユニット「しんや」として出場。
- ものまねしている戸田京介レフリーからおごられたことがある。

## 出演
- ノーサイド・ゲーム（TBS） - 渡辺真也 役
- しゃべくり007（日本テレビ）
- ぴったんこカン・カン（TBS）
- 痛快!明石家電視台（MBS）
- ミント!（MBS）
- かんさい情報ネットten.（読売テレビ）
- ガリゲル（読売テレビ）
- その他の人に会ってみた（TBS）
- ウチのガヤがすみません!（日本テレビ）
- ドラゴン桜 season2（TBS）
- ネタパレ（フジテレビ）
- ノブコブ吉村 ラグビー応援TV（テレビ大阪）
- 野田クリの野望～ゲーム天下統一への道～（TOKYO MX、2025年4月1日 - ）[10]